# Campionato del Mondo Aquabike
Aquabike è il campionato mondiale di moto d'acqua. È un campionato sportivo organizzato e promosso da H2O Racing Ltd per conto dell'Unione Internazionale di Motonautica (UIM), il massimo organo a livello mondiale della motonautica e riconosciuto dal Comitato Olimpico Internazionale CIO.

## Tipi di Moto

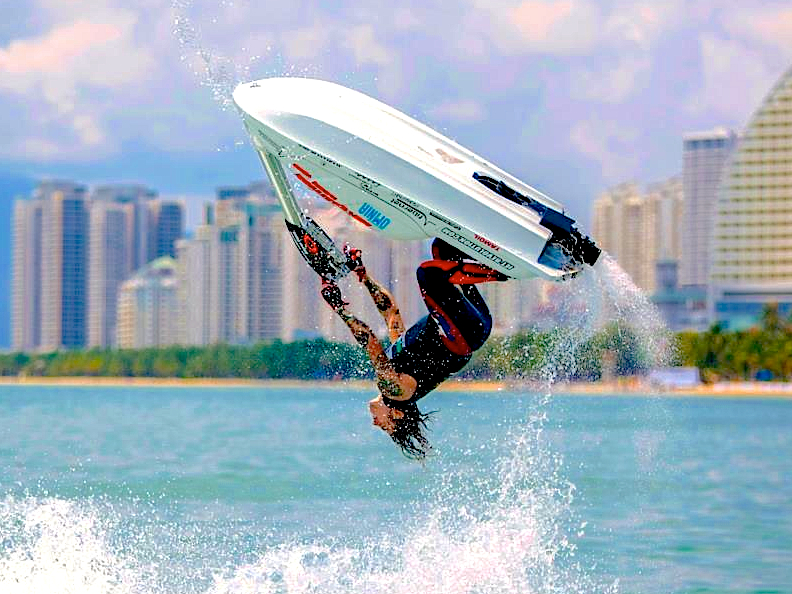
Ski da Freestyle

Le Aquabike (moto d'acqua) si dividono in 2 tipologie:
Ski
Sono le moto d'acqua progettate per essere guidate in piedi e sono alimentate posteriormente da un jet con un sistema di propulsione completamente chiuso. Per antonomasia sono le più faticose da guidare in quanto, per essere utilizzate, è necessaria forza fisica e agilità nelle gambe e nelle braccia. In base al diverso grado di modifiche al motore e alla scocca, questo tipo di moto viene utilizzato per 3 diverse categorie: GP1, GP2 e GP3 (Stock). Nella categoria GP3 possono competere i piloti più giovani (Junior 11-14 anni) nelle classi GP3.2 e GP3.3.
Le moto Ski sono anche utilizzate nella categoria freestyle, nella quale, però, subiscono maggiori modifiche strutturali e al motore, che permettono di ottenere una Ski notevolmente più leggera e molto più performante a bassi regimi.
Le moto Ski sono usate in 3 diverse discipline del mondiale: Circuito Chiuso, Slalom Parallelo, Freestyle.
Runabout

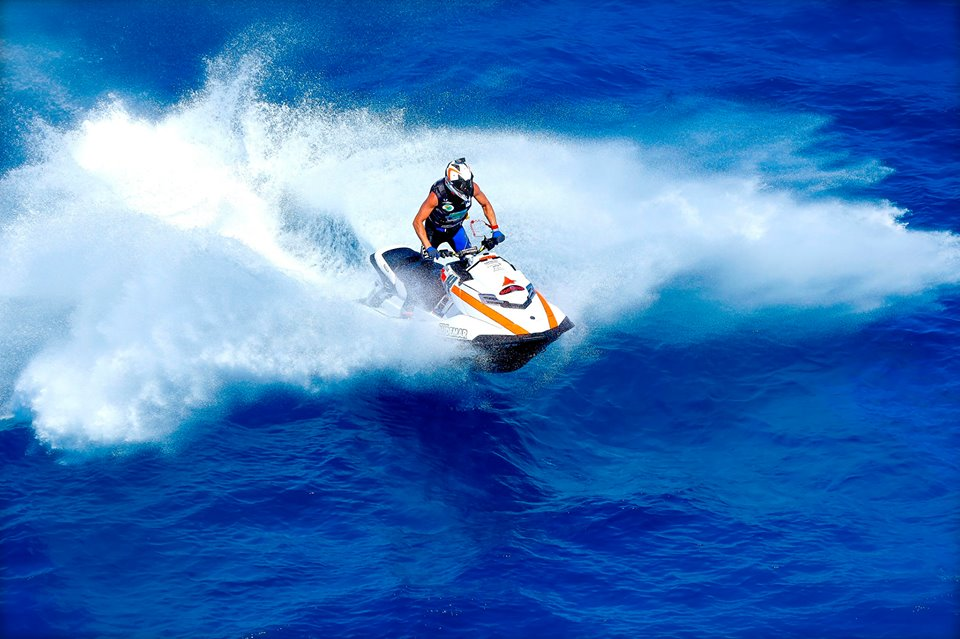
Runabout da Offshore

Sono le moto d'acqua di grandi dimensioni che vengono progettate per la guida da seduti (è presente una sella). Queste sono dirette anteriormente, e hanno un jet posteriore o un sistema di propulsione completamente chiuso. Sono le moto d'acqua più diffuse al mondo, in quanto vengono anche utilizzate per la navigazione da diporto. In base al diverso grado di modifiche al motore e alla scocca, queste moto sono utilizzate per 3 diverse categorie: GP1, GP2, e GP3 (Stock). Per l'anno 2017 è stata introdotta la classe GP4 (categoria semi-Stock dedicata alle Moto modello Spark). Nella Runabout a differenza della Ski non esistono classi dedicate ai Junior.
Le Moto Runabout sono usate per 5 diverse discipline del mondiale: Circuito Chiuso, Offshore, Endurance, Jet Raid, Slalom Parallelo.

## Le discipline
Il campionato mondiale di Aquabike è suddiviso in 5 categorie:
Circuito Chiuso
Le gare di circuito si svolgono vicino alla costa e il regolamento prevede che il percorso non superi i 1300m di lunghezza. Il circuito è delineato da boe di diverso colore: giallo (curva a dx) e rosso (curva a sx). I concorrenti devono percorrere un determinato numero di giri alla fine dei quali, viene sventolata la bandiera a scacchi dai commissari di gara.
Offshore
Le gare di Offshore si svolgono in mare aperto solitamente su lunghe distanze e prevedono la possibilità di eseguire rifornimenti di carburante. Il percorso è delimitato sia da boe di grandi dimensioni, che da punti di riferimento naturali quali coste, fari, isole, scogli, ecc..
Endurance
Le gare di endurance si svolgono su lunghi circuiti chiusi e possono durare fino a diverse ore, essendo un tipo di gara basato sulla resistenza. Data la lunga durata della gara, i rifornimenti sono necessari.
Jet Raid
Le gare di Jet Raid si sviluppano su diverse tappe. I concorrenti devono percorrere lunghe distanze contrassegnate da checkpoints, nei quali devono recarsi per completare la gara.
Freestyle
Le gare di Freestyle hanno una durata di 3 minuti e i concorrenti si esibiscono uno alla volta. Le acrobazie vengono valutate da un team composto da 5 giudici esperti. I criteri di valutazione sono qualità, quantità e varietà. Le figure più comuni sono Backflip, Barrel Roll, 360°, Superman e Submarine.

## Sicurezza
La sicurezza ha un ruolo di fondamentale importanza durante tutte le gare e le prove. Gli addetti al soccorso devono aver conseguito un corso che abiliti al soccorso di moto d'acqua nel recupero e successivo trasporto dei piloti incidentati. Il supporto delle barche pompieri e delle motovedette è essenziale in quanto garantiscono il pronto intervento in caso d'incidenti più gravi. Per quanto riguarda la sicurezza a terra è presente un team di medici specializzati in traumatologia, per i primi soccorsi, i quali, all'eventualità, accompagnano i piloti negli ospedali più vicini al campo di gara. Nelle gare di offshore è inoltre presente un servizio di elisoccorso.

## Le tappe italiane
Dal 2010 si sono svolte diverse tappe del campionato del mondo in diverse località italiane.
- 2023 Regione Sardegna Grand Prix of Italy (Olbia)
- 2022 Regione Sardegna Grand Prix of Italy (Olbia)
- 2021 Regione Sardegna Grand Prix of Italy (Olbia)
- 2019 Olbia Grand Prix of Italy
- 2018 Olbia Grand Prix of Mediterranean
- 2018 Gallipoli Grand Prix of Italy
- 2017 Vieste Grand Prix of Mediterranean[1]
- 2017 Porto Cesareo Grand Prix of Italy[1]
- 2016 Otranto, Grand Prix of Italy
- 2015 Castro, Grand Prix of Italy
- 2014 Milano (Idroscalo), AMF Aquabike Music Festival
- 2013 Viverone, Italian Grand Prix
- 2012 Golfo Aranci, Grand Prix of Italy
- 2011 Arbatax, Grand Prix of Sardinia

## Campioni del Mondo
| Categoria    | Stagione | Campione               |
| ------------ | -------- | ---------------------- |
| Runabout GP1 | 2023     | Francois Medori        |
|              | 2022     | Marcus Jorgensen       |
|              | 2021     | Jeremy Perez           |
|              | 2020     | Youssef Al Abdulrazzaq |
|              | 2019     | Jeremy Perez           |
|              | 2018     | Jeremy Perez           |
|              | 2017     | Youssef Al Abdulrazzaq |
|              | 2016     | Youssef Al Abdulrazzaq |
|              | 2015     | Jean-Baptiste Botti    |
|              | 2014     | Teddy Pons             |
|              | 2013     | Youssef Al Abdulrazzaq |
|              | 2012     | Francois Medori        |
|              | 2011     | Mattia Fracasso        |

| Categoria | Stagione | Campione           |
| --------- | -------- | ------------------ |
| Ski GP1   | 2023     | Mickael Poret      |
|           | 2022     | Valentin Dardillat |
|           | 2021     | Nacho Armillas     |
|           | 2020     | Stian Schjetlein   |
|           | 2019     | Kevin Reiterer     |
|           | 2018     | Kevin Reiterer     |
|           | 2017     | Quinten Bossche    |
|           | 2016     | Jeremy Poret       |
|           | 2015     | Kevin Reiterer     |
|           | 2014     | Jeremy Poret       |
|           | 2013     | Mickael Poret      |
|           | 2012     | Jeremy Poret       |
|           | 2011     | Jeremy Poret       |

| Categoria | Stagione | Campione          |
| --------- | -------- | ----------------- |
| Freestyle | 2023     | Roberto Mariani   |
|           | 2022     | Rashid Al Mulla   |
|           | 2021     | Rashid Al Mulla   |
|           | 2020     | Rashid Al Mulla   |
|           | 2019     | Rashid Al Mulla   |
|           | 2018     | Rashid Al Mulla   |
|           | 2017     | Nac Florjančič    |
|           | 2016     | Rok Florjančič    |
|           | 2015     | Rok Florjančič    |
|           | 2014     | Rok Florjančič    |
|           | 2013     | Rok Florjančič    |
|           | 2012     | Nac Florjančič    |
|           | 2011     | Valerio Calderoni |

| Categoria  | Stagione | Campione              |
| ---------- | -------- | --------------------- |
| Ski Ladies | 2023     | Jessica Chavanne      |
|            | 2022     | Jasmiin Ypraus        |
|            | 2021     | Joanna Borgstrom      |
|            | 2020     | Jessica Chavanne      |
|            | 2019     | Emma-Nellie Ortendahl |
|            | 2018     | Krista Uzare          |
|            | 2017     | Emma-Nellie Ortendahl |
|            | 2016     | Emma-Nellie Ortendahl |
|            | 2015     | Jennifer Menard       |
|            | 2014     | Jennifer Menard       |
|            | 2013     | Pija Sumer            |
|            | 2012     | Stefania Balzer       |
|            | 2011     | Julie Bultreau        |